# Zalasárszeg
Zalasárszeg ist eine ungarische Gemeinde im Kreis Nagykanizsa im Komitat Zala.

## Geografische Lage
Zalasárszeg liegt gut fünf Kilometer nordöstlich der Stadt Nagykanizsa. Nachbargemeinden sind Kisrécse, Nagyrécse, Csapi, Galambok und Zalaszentjakab.

## Sehenswürdigkeiten
- Römisch-katholische Kapelle Havas Boldogasszony

## Verkehr
Durch Zalasárszeg verläuft die Hauptstraße Nr. 7 und nördlich der Gemeinde die Landstraße Nr. 7511. Die nächstgelegenen Bahnhöfe befinden sich in Nagykanizsa, Zalaszentjakab und Zalakomár.